# 黄建兴
黄建兴（1940年8月—2017年11月18日），壮族，广西百色人，中华人民共和国政治人物。
1960年6月参加中国人民解放军，1964年5月加入中国共产党。1983年5月，担任广东河池军分区司令员。1987年，转任地方，后官至广西壮族自治区人民政府副秘书长、办公厅巡视员。2017年11月18日在南宁逝世，享年78岁。